# Servaea
Servaea Simon, 1888 è un genere di ragni appartenente alla famiglia Salticidae.

## Caratteristiche
Le femmine di S. murina non superano gli 8 millimetri

## Distribuzione
Delle sei specie oggi note di questo genere ben cinque sono diffuse in Australia (la S. vestita è stata reperita anche in Tasmania); la sesta specie, S. murina, è indonesiana, endemica dell'isola di Giava.

## Tassonomia
A dicembre 2010, si compone di sei specie:
- Servaea incana (Karsch, 1878) — Nuovo Galles del Sud
- Servaea murina Simon, 1902 — Giava
- Servaea obscura Rainbow, 1915 — Australia meridionale
- Servaea spinibarbis Simon, 1909 — Australia occidentale
- Servaea vestita (L. Koch, 1879)[3] — Australia, Tasmania
- Servaea villosa (Keyserling, 1881) — Queensland

### Specie trasferite
- Servaea barbatissima (Keyserling, 1881); trasferita al genere Cytaea con la denominazione di Cytaea barbatissima (Keyserling, 1881) a seguito di uno studio dell'aracnologo Zabka del 1991[2].